# Mother Love Bone
Mother Love Bone fue una banda de grunge estadounidense formada en Seattle, Washington, en 1987. La banda estuvo activa desde 1987 hasta 1990. El líder de la banda fue Andrew Wood y sus composiciones ayudaron a catapultar al grupo a la parte superior de la floreciente escena de música de finales de 1980 e inicios de los 90 en Seattle. Wood murió pocos días antes del lanzamiento del álbum debut de la banda, "Apple", poniendo así fin a las esperanzas de éxito del grupo. El álbum fue lanzado finalmente unos meses más tarde.
A pesar de que Mother Love Bone es recordado por muchos como una banda con mucho talento en su propio derecho, su legado, para algunos, se ve ensombrecida por la muerte de Wood y las bandas que sus antiguos miembros más tarde formaron. Después de la desintegración de Mother Love Bone tras la muerte de Andrew wood, se permitió dar origen en 1990 a Pearl Jam consolidando posteriormente un trabajo reconocido a nivel mundial con la trayectoria de esta banda, junto también a los músicos Eddie Vedder (vocalista) de Pearl Jam y Matt Cameron (baterista). Andrew Wood se caracterizaba en sus inicios en la música por ser un artista muy lúdico en el escenario, con una puesta en escena muy similar a la de Robert Plant y en cuanto a interpretación vocal.
En cuanto a las temáticas de sus canciones destacaron temas como Stardog Champion, Crown of Thorns y Stargazer, que tuvieron un gran éxito para su escena musical por ser letras que proyectaban y trataban de poner de manifiesto místicas sensaciones explorando sonidos e imágenes muy significativas que permitieron destacar esta idea creativa de la banda.

## Historia

### Inicios
Mother Love Bone nació en 1988 por los ex-Green River Jeff Ament, Bruce Fairweather y Stone Gossard y exvocalista de Malfunkshun Andrew Wood y el baterista ex-Ten Minute Warning y Skin Yard Greg Gilmore. Inicialmente, el grupo se formó en 1987 de la banda de covers Lords of the Wasteland que contó con Wood, Gossard, Ament y el baterista de Malfunkshun Regan Hagar. A principios de 1988, la banda había agregado a Fairweather, Hagar sustituye al baterista Greg Gilmore y el grupo cambió su nombre por el de Mother Love Bone.
Esta nueva línea se acerca de forma rápida a la grabación y reproducción de presentaciones en el área y para finales de 1988 se había convertido en una de las bandas más prometedoras de Seattle. Y la exuberancia de Wood en la personalidad, ropa extravagante y letras de canciones de ensueño ayudó a llamar la atención sobre la banda. En el documental del grunge de 1996, Hype!, el ingeniero de Seattle Jack Endino llamó a Wood "el único líder de stand-up cómico en Seattle", en referencia al estilo lúdico de Wood de interactuar con los fanes de Mother Love Bone.
A principios de 1989, la banda firmó con PolyGram, subsidiaria de Mercury Records. Como parte de su contrato de PolyGram también creó el sello Stardog que grababa en exclusiva para la banda. En marzo de 1989, el grupo publicó su primer EP, Shine, convirtiéndose en el primero de la nueva generación de bandas de Seattle en grabar material en un sello importante. El disco vendió bien y trajo consigo un rápido aumento de la publicidad que rodeaba a la banda. John Book de Allmusic dijo que el "registro contribuyó a los rumores acerca de la escena musical de Seattle".

## Páginas externas
- Cronología de Conciertos, discografía, historial de sesiones y foro
- Andrew Wood, Stardgog of the Celestial
- Mother Love Bone 1
- Mother Love Bone 2
- Mother Love Bone 3